# Мозелуш (Санта-Марія-да-Фейра)
Мозелуш (порт. Mozelos; МФА: [mu.ˈze.ɫuʃ]) — парафія в Португалії, у муніципалітеті Санта-Марія-да-Фейра. Розташована в західній частині країни, на теренах історичної португальської провінції Бейра. Входить до складу округу Авейру. За адміністративним поділом, чинним до 1976 року, терени парафії були складовою провінції Берегове Дору. Належить до Авейрівської діоцезії Католицької церкви. Патрон — Мартин Турський. Площа — 5,8094 км². Населення — 7142 ос. (2011). Середньо урбанізований регіон. Густота населення — 1229,39 осіб/км²
. Код — 010916.

## Географія

Санта-Марія-да-Фейра (2013)
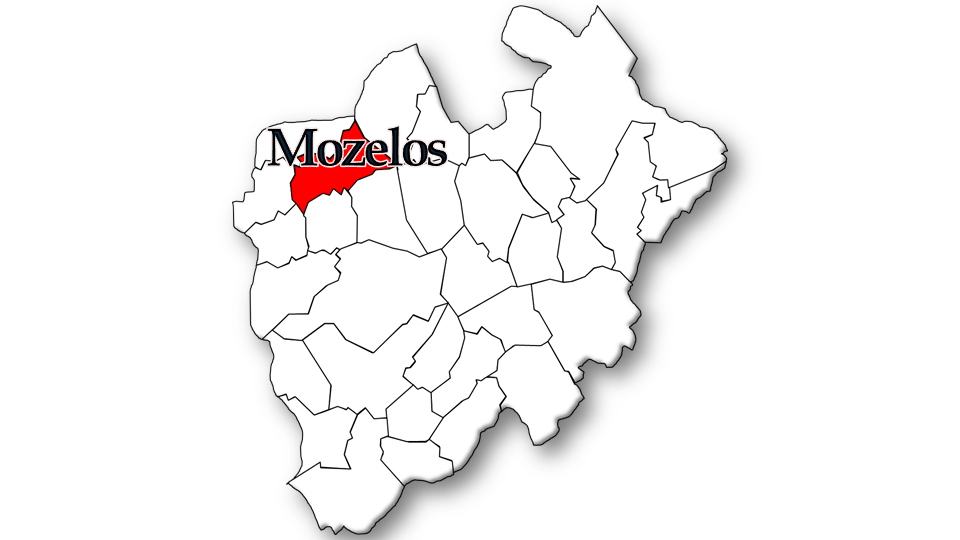
Мозелуш

## Населення
| Кількість мешканців | Кількість мешканців | Кількість мешканців | Кількість мешканців | Кількість мешканців | Кількість мешканців | Кількість мешканців | Кількість мешканців | Кількість мешканців | Кількість мешканців | Кількість мешканців | Кількість мешканців | Кількість мешканців | Кількість мешканців | Кількість мешканців |
| ------------------- | ------------------- | ------------------- | ------------------- | ------------------- | ------------------- | ------------------- | ------------------- | ------------------- | ------------------- | ------------------- | ------------------- | ------------------- | ------------------- | ------------------- |
| 1864                | 1878                | 1890                | 1900                | 1911                | 1920                | 1930                | 1940                | 1950                | 1960                | 1970                | 1981                | 1991                | 2001                | 2011                |
| 1 087               | 1 205               | 1 273               | 1 492               | 1 717               | 1 603               | 1 805               | 2 287               | 2 530               | 3 156               | 3 497               | 4 749               | 4 800               | 6 502               | 7 142               |